# Dreye
Dreye is een dorp in de Belgische provincie Luik. Het is een deel van Warnant-Dreye, een deelgemeente van Villers-le-Bouillet.

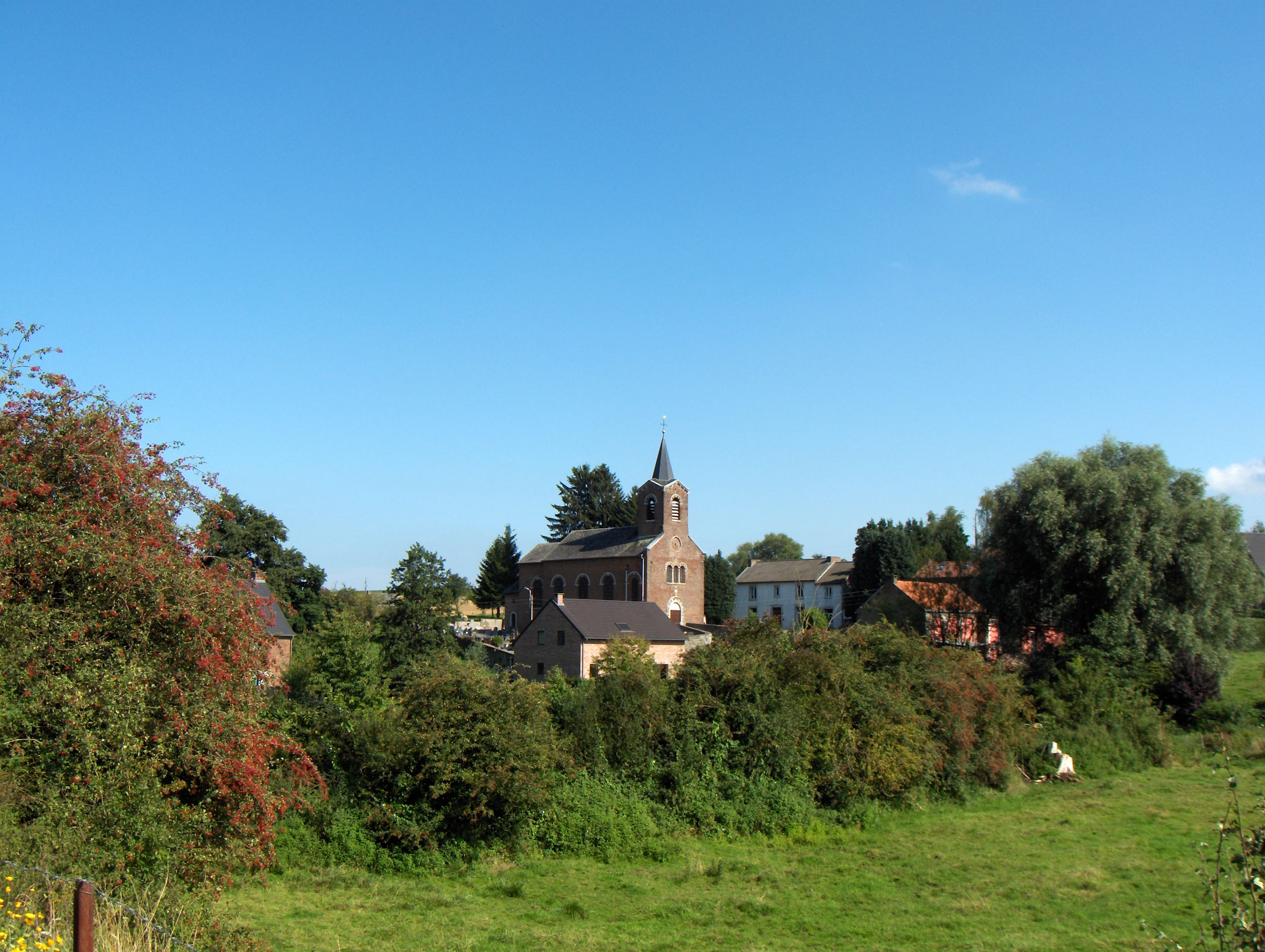
Zicht op Dreye

## Geschiedenis
Op de Ferrariskaart uit de jaren 1770 is de plaats weergegeven als het dorpje Drey. Op het eind van het ancien régime werd Dreye een gemeente. In 1823 werd de gemeente samengevoegd met de gemeente Warnant in de nieuwe gemeente Warnant-Dreye.

## Bezienswaardigheden
- De Sint-Pieterskerk (Église Saint-Pierre) is een kerkgebouw van 1852 met een oudere kern. Zo heeft de toegangspoort van de sacristie een hergebruikte sluitsteen die het jaartal 1736 draagt.
- De Ferme de Chantraine is een vierkantshoeve die eigendom was van de familie d'Oultremont.
- De Ferme de Dreye
- De Moulin de Dreye is een bovenslagmolen op de Ri de Dreye.
- De Moulin de Toultia is een bovenslagmole op de Ri de Dreye.

## Natuur en landschap
Drye ligt aan de Ri de Dreye. De hoogte aan de kerk bedraagt 125 meter.

## Verkeer en vervoer
Ten westen van Dreye loopt de N64 tussen Hannuit en Hoei.

## Nabijgelegen kernen
Warnant, Vaux-et-Borset, Vieux-Waleffe, Fallais